# Metropolis M
Metropolis M is een Nederlands tijdschrift dat zich richt op hedendaagse kunst. 
Metropolis M is opgericht in 1979 door studenten kunstgeschiedenis van de Universiteit Utrecht. Elke twee maanden verschijnt er een nieuw themanummer, met alle informatie over de laatste ontwikkelingen van de beeldende kunst in binnen- en buitenland. In het tijdschrift staan onder andere interviews, kunstenaarsportretten, essays, columns, recensies en achtergrondartikelen.
Daarnaast verschijnen op de website bijna dagelijks korte artikelen en recensies.